# Stanley Betterson
Stanley Rudolf Betterson (22 juni 1972) is een Surinaams bestuurder, politicus en schrijver. Hij was docent in de rechten toen hij in 2012 aantrad als minister van Regionale Ontwikkeling. Na zijn afscheid in 2015 werd hij lid van het wetenschappelijk bureau van de Algemene Bevrijdings- en Ontwikkelingspartij (ABOP). In 2015 bracht hij zijn debuutroman Haar drie werelden uit.

## Biografie
Betterson studeerde rechten aan de Universiteit van Suriname (AdeKUS) en verwierf hier in 2003 zijn meestergraad met een afstudeeropdracht over de verhouding tussen de granman en de overheid.
Hij werkte van 2001 tot 2004 bij de organisatie Moiwana '86 als coördinator mensenrechten voor het binnenland. Aansluitend werkte hij anderhalf jaar als juridisch beleidsmedewerker op het Bureau Decentralisatie van het ministerie van Regionale Ontwikkeling (RO). Ook werkte hij nog drie jaar als projectcoördinator voor de Pater Ahlbrinck Stichting. Van 2002 tot 2012 was hij jeugdleider en predikant bij de Southern Baptist in de gemeente van de Emmanuel Baptisten.
In 2008 werd hij universiteitsdocent voor de vakken bestuursrecht en verdieping rechtsbescherming aan de AdeKUS. Daarnaast was hij president-commissaris bij de Maritieme Autoriteit Suriname en waarnemend hoofd van de Luchtvaartdienst.
In 2012 werd hij gevraagd het roer op het ministerie van RO over te nemen van Linus Diko. Hier trad hij op 3 mei aan als minister. Tegelijk met hem, trad Mahinder Gopi (NDP) aan als onderminister op hetzelfde ministerie, waarmee president Bouterse zijn greep op het kabinet verstevigde. Met Betterson werden ook een aantal andere ministers in het eerste kabinet van Bouterse gereshuffeld.
In 2015 verscheen Bettersons debuutroman, Haar drie werelden. Na zijn ministerschap werd hij op partijniveau actief voor de Algemene Bevrijdings- en Ontwikkelingspartij (ABOP), als lid van het wetenschappelijk bureau en districtscoördinator. Daarnaast is hij docent Rechten aan de AdeKUS. In 2020 was hij de winnaar van de Donner/Self Reliance Schrijfwedstrijd.
Tijdens de verkiezingen van 2025 stond hij op nummer 8 van de lijst van ABOP. Hij werd op 28 juli 2025 lid van DNA, nadat er zetels vrijkwamen door de vorming van het nieuwe kabinet.